# النادي الرياضي الأيرلندي الأمريكي
النادي الرياضي الأيرلندي الأمريكي هو منظمة رياضية للهواة، ومقرها كوينز، نيويورك، تأسس في بداية القرن العشرين.

## السنوات المبكرة
تأسس في 30 يناير 1898، في الأصل باسم "اتحاد نيويورك الأيرلندي لألعاب القوى الكبرى"، واختصروا الاسم إلى النادي الرياضي الأيرلندي الأمريكي بعد بضع سنوات. قاموا بشراء قطعة أرض في ما كان يسمى آنذاك لوريل هيل، لونغ آيلاند، بالقرب من مقبرة كالفاري، كوينز، وقاموا ببناء منشأة رياضية حديثة على أرض زراعية. أعيد افتتاح الملعب، المسمى المنتزه السلتي Celtic Park، رسميًا بعد التجديدات في 9 مايو 1901، وحتى تم بيع المرفق للإسكان في عام 1930، تدرب بعض أعظم الرياضيين الأمريكيين أو تنافسوا في سباقات المضمار والميدان في سلتيك بارك. تبنى النادي الأيرلندي الأمريكي الرياضي قبضة مجنحة مزينة بالأعلام الأمريكية ونباتات النفل كشعار لهم، مع الشعار الغالي الأيرلندي "Láim [Sic] Láidir Abú" أو "اليد القوية ستنتصر"، وغالبًا ما يشار إليها باسم " القبضات المجنحة. ذات مرة كانت لديهم أندية في بوسطن وشيكاغو وسان فرانسيسكو ويونكرز بنيويورك.

## الرياضيون
خلال الثلاثين عامًا من وجودها، تنافس جميع الرياضيين التاليين من اجل النادي الرياضي الأيرلندي الأمريكي في مرحلة ما وهم: دان أهيرن وشقيقه تيم أهيرن وتشارلز بيكون وجورج بونهاج وجوزيف بروميلو وفرانك كاسلمان وروبرت كلوغن وهارفي كوهن وتوم كولينز وإدوارد كوك وجيمس كراولي وجون دالي وجيمس إتش دنكان وجون إيلر وجون فلاناغان ويليام فرانك، باتريك ج.فلين، هاري جيسينج، سيدني هاتش، جوني هايز، دينيس هورغان، بيل هور، دانيال كيلي، أبيل كيفيات، هانس كولهمينن، إميليو لونغي، ألفاه ماير، جيمس ميتشل، بات ماكدونالد، مات ماكغراث، إميل مولر، بيتر أوكونور، إدوين بريتشارد، هاري بورتر، ماير برينشتاين، ريتشارد ريمر، جون ج.رينولدز، فرانك رايلي، ويليام روبينز، لوسون روبرتسون، جيمس روزنبرجر، مايكل جيه ريان، بات رايان، هاري شاف، آرثر شو، ميل شيبارد، مارتن شيريدان، جيمس بي سوليفان، لي تالبوت، جون باكستر تايلور الابن، كون والش وهارولد ويلسون .